# Sakae (metropolitana di Nagoya)
Sakae (栄駅?, Sakae-eki) è una stazione della Metropolitana di Nagoya situata nell'area centro-occidentale della città. Offre l'interscambio fra le linee Higashiyama e Meijō e anche con la linea Meitetsu Seto, avente il capolinea presso l'integrata stazione di Sakaemachi. La stazione serve il principale centro commerciale e dell'intrattenimento della città di Nagoya ed è frequentata da oltre 100.000 persone al giorno.

## Linee
Linea Higashiyama (H10)
 Linea Meijō (M05)

## Struttura
La stazione, sotterranea, offre l'interscambio fra le due linee. La linea Higashiyama dispone di una banchina a isola con due binari laterali, mentre la linea Meijō possiede due marciapiedi laterali con due binari passanti.
| 1 | Linea Higashiyama | per Higashiyama Kōen e Fujigaoka                     |
| 2 | Linea Higashiyama | per Nagoya e Takabata                                |
| 3 | Linea Meijō       | per Kamimaezu, Kanayama e Nagoyakō (via linea Meikō) |
| 4 | Linea Meijō       | per Shiyakusho, Heian-dōri e Ōzone                   |

## Stazioni adiacenti
| «                 | Servizio          | »                 |
| Linea Higashiyama | Linea Higashiyama | Linea Higashiyama |
| ----------------- | ----------------- | ----------------- |
| Fushimi           | -                 | Shinsakae-machi   |
| Linea Meijō       |                   |                   |
| Yabachō           | -                 | Hisaya-ōdōri      |